# Mam Sank
 (mai 2025).
Mam Sank de son vrai nom Mariam Sankara née le 31 décembre 1987 est une restauratrice des mets locaux burkinabè.
Mam Sank

## Biographie

### Enfance & Etudes
Mariam Sankara,,naît à Ouagadougou au Burkina Faso. Elle fait son enfance dans le quartier patte-d’oie et fréquent l’école primaire Delwendé. Au lycée Phillipe Zinda Kaboré, puis au lycée Saint-Joseph, elle effectue ses études secondaires. Après l’obtention du baccalauréat, elle s’inscrit en Marketing et Gestion commercial dans un institut supérieur. Etudiante, elle se lance la restauration en ouvrant un kiosque. En 2015, elle se spécialise dans les mets locaux burkinabè. Elle propose le Babenda, le Koumvado, le Souma, le Pigiri, le Zamnin le haricot….Les réseaux sociaux notamment Facebook se présente comme une opportunité de promouvoir ces mets locaux. Ces mets locaux burkinabè se digitalisent. Ils sont appelés Babenda Digital, Koumvado Digital, Souma Digital.

### Engagement social
La promotion des mets locaux à travers le digital gagne un succès auprès des consommateurs. Mariam Sankara est sollicité pour donner des formations aux jeunes filles et femme. Elle reçoit la visite de Idrissa Nassa, PDG du Groupe Coris Holding à l’occasion du mois du consommons local. Son rêve: ouvrir un fastfood de mets traditionnels burkinabè

## Distinction
2024: Prix de l’excellence
2023; Nuit de la reconnaissance Burkinbila
2022: Sumou
2021: Africa Mousso
2020: Madigo